# 800 de cai violeți
800 de cai violeți este un film de metraj-mediu documentar sportiv, o co-producție a studioului „Moldova-film” și a Companiei „Teleradio-Moldova”, regizat de regizorul moldovean Gheorghe Agadjanean.

## Distribuția

### Roluri principale
- Denis Șurganov

## Reacții

### Întâlnirea cu publicul
Pelicula, consacrată raliului la Cupa Independenței, a fost proiectată în premieră pe 25 septembrie 2008, ora 19.00, la cinematograful «Odeon» din Chișinău, în cadrul deschiderii Festivalului cinematografic internațional al filmelor sportive, ediția IV.

### Articole și interviuri disponibileonline
- Articol[nefuncțională – arhivă]
 publicat pe site-ul Info-Prim-Neo.